# Centaurea jimenezii
Centaurea jimenezii là một loài thực vật có hoa trong họ Cúc. Loài này được (Molero) "Sánchez-Gómez, M.A.Carrión & A.Hern." mô tả khoa học đầu tiên năm 2002.